# マルクス・プピウス・ピソ・フルギ・カルプルニアヌス
マルクス・プピウス・ピソ・フルギ・カルプルニアヌス（ラテン語: Marcus Pupius Piso Frugi Calpurnianus、紀元前115年ごろ - 没年不明）は紀元前1世紀初期・中期の共和政ローマの政治家・軍人。紀元前61年に執政官（コンスル）を務めた。

## 出自
カルプルニアヌスはノビレス（新貴族）であるプレブスのカルプルニウス氏族に生まれた。最も古い氏族のひとつであり、第2代ローマ王ヌマ・ポンピリウスの息子カルプス (Calpus) を始祖としているとされる（ヌマの子孫と称する氏族は他にピナリウス氏族、ポンポニウス氏族、アエミリウス氏族がある）。
カルプルニアヌスの実父は不明であるが、ピソ・フルギ家の一員であったことは確かである。カルプニウスはマルクス・プピウスという人物の養子となったが、養父はこの時点で既に高齢であった。養父のプラエノーメン（第一名）と実家のノーメン（氏族名）、アグノーメン（家族名）を受け継ぎ、マルクス・プピウス・ピソ・フルギ・カルプルニアヌスと名乗ることになる。

## 経歴

### 青年期
キケロによれば、カルプルニアヌスはクィントゥス・ホルテンシウス・ホルタルスと「同世代」であり、したがって生誕年は紀元前115年ごろと推定される。彼は早くから弁論家としての名声を得て（キケロは 「若い時代の成功」について書いている）、紀元前83年にはクァエストル（財務官）として政治の道を歩み始めた。
丁度その年に、バルカン半島でミトリダテス6世と戦っていたルキウス・コルネリウス・スッラがイタリアに戻り、マリウス派の間に内戦が始まった。くじ引きにより、カルプルニアヌスは対スッラの軍を率いる執政官ルキウス・コルネリウス・スキピオ・アシアティクスの下で勤務することとなった。しかしカルプルニアヌスはこれを拒否し、「軍資金に手を付けず、従軍もしなかった」。これに関してキケロは「カルプルニアヌスは先祖代々の名誉意識や習慣を裏切ることなく、自身の政治的信念を示した」と述べている。実際にはカルプルニアヌスはマリウス派の敗北を予測しており、勝者となるであろうスッラ側につこうとしたのだろう。

### クルスス・ホノルム
紀元前75年、カルプルニアヌスはアエディリス（按察官）に立候補したが、エクィテス（騎士階級）の人物で評判も悪かったマルクス・セイウスに敗北した。紀元前73年、カルプルニアヌスは非常に注目を集めた、ウェスタの処女であるリキニアおよびファビアとマルクス・リキニウス・クラッススおよびルキウス・セルギウス・カティリナの密通事件の裁判の弁護を行った。カルプルニアヌスが誰の弁護を行ったかは不明であるが、彼は見事な弁舌を披露して無罪を達成し、「大きな名声を手にした（magnam laudem est adeptus）」。
おそらく紀元前72年にカルプルニアヌスはプラエトル（法務官）に就任したと思われる。これを裏づける直接の資料はないが、歴史学者はカルプルニアヌスが法務官時代にプピウス法（Lex Pupia de senatu diebus comitialibus non habendo、民会開催時期に元老院議会を開くことを禁止する法）を成立させたと考えている（一方で法の成立は執政官時代とする説もある）。法務官任期満了後、カルプルニアヌスはプロコンスル（執政官代理）権限で、ヒスパニア・キテリオルまたはヒスパニア・ウルテリオル属州の総督を務めた。すなわち、マリウス派の残党であるクィントゥス・セルトリウスの反乱を鎮圧したポンペイウスまたはクィントゥス・カエキリウス・メテッルス・ピウスの後任として赴任したことになる。カルプルニアヌスの部下の財務官にルキウス・ウァレリウス・フラックス（紀元前63年法務官）がいたことが知られている。カルプルニアヌスは凱旋式を実施している。
紀元前67年から紀元前62年にかけて、カルプルニアヌスはポンペイウスの軍のレガトゥス（副司令官）を務めた。海賊討伐に際しては、ヘレスポントスとプロポンティスで艦隊を指揮し、後には第三次ミトリダテス戦争に参加した。紀元前63年にはエルサレム攻囲戦で神殿の丘を攻撃したポンペイウス隷下の部隊の一つを指揮した。

### 執政官
カルプルニアヌスはローマに戻って次期執政官選挙に立候補し、紀元前61年の執政官に当選した。同僚執政官はパトリキのマルクス・ウァレリウス・メッサッラ・ニゲルであった。執政官任期中の主たるできごととしてプブリウス・クロディウス・プルケルのスキャンダルの裁判がある。
前年の12月、男子禁制のボナ・デアの祭りが最高神祇官ガイウス・ユリウス・カエサルの家で行なわれた際、クロディウスが女装して参加したため儀式がやり直された。プルタルコスによれば、カエサルの妻であったポンペイアがこれを手引きしたものの、すぐに見つかったとされる。この行為は神祇官やウェスタの処女によって「神への冒瀆」と決議され、元老院の多数はクロディウスを裁判にかけることを求めた。カルプルニアヌスは、クロディウスがポンペイウスの友人で同盟者であったにもかかわらず、彼を裁く特別審問所を開くための法令（Lex Pupia Valeria de incestu Clodii）のロガティオ（提案）を作成しなければならなかった。ロガティオは元老院の承認を経て公示され、同僚のメッサッラ・ニゲルは粛々と事に当たっていたものの、カルプルニアヌスはこの提案を無効にしようと試みた。民会ではカルプルニアヌスは反対票を入れるよう訴え、クロディウスの一派が投票を妨害したが、マルクス・ポルキウス・カト・ウティケンシスとホルタルスらがカルプルニアヌスの行動を徹底的に非難した。しかし、民会後の元老院決議においてもカルプルニアヌスは抵抗し、キケロはカルプルニアヌスがシリア属州の総督職を得られないように動いた。
年末の次期執政官選挙では、カルプルニアヌスはポンペイウスの子分であるルキウス・アフラニウスを、買収を含めて精力的に支援し、トリブスの票を取りまとめるために立候補者からのお金を有権者に配っていた人（ディウィソレス）を自分の家に住まわせていたとの噂が流れた。このため、元老院は二つの法案を決議した。一つはディウィソレスを関連する人物の家に居住させることを禁止するもの（Rogatio Aufidia de ambitu）であり、もう一つはカルプルニアヌスに対する調査を行うことを許可するものであった。しかし、ディウィソレスに関する法案と、エクィテス審判人に収賄を適用する法案は流れ、このことをキケロは非常に悔しがっている。

### その後
執政官任期満了後のカルプルニアヌスに関する記録はない。紀元前47年にはマルクス・アントニウスがカルプルニアヌス邸に住んでいたことが知られているので、その時点では死去していたはずである。ポンペイウスとカエサルの内戦前に死去したという説がある一方、フラウィウス・ヨセフスはカルプルニアヌスがデロス島でポンペイウスのために兵士を集めていたとしている。この場合、カルプルニアヌスは内戦の早い時期に戦死した可能性がある。

## 人物

### 性格
キケロは、紀元前61年ごろのティトゥス・ポンポニウス・アッティクスへの書簡で、カルプルニアヌスの性格を否定的に評価している。キケロによれば、カルプルニアヌスは「小心者でひねくれ者」であり、共和国が求める責務を引き受けようとはせず、ユーモアのセンスがないので、「頭でなく顔で人を笑わせる」。キケロは、カルプルニアヌスが多くの好ましくない資質を有していたにもかかわらず、ローマにとって有害な結果をもたらさなかったは、「怠惰で眠っているよう」で「経験も行動力もない」ためと指摘している。もっとも、このころキケロはカルプルニアヌスをひどく嫌っていた。

### 知的活動
カルプルニアヌスは学校で良い教育を受け、先人の誰よりもギリシアの教養に優れていた。カルプルニアヌスがキケロと共に、ギリシア語とラテン語でテーマを設定した演説の訓練（declamito）を行っていたことが知られている。キケロは『ブルトゥス』で、ホルタルスと同時代の著名な弁論家としてカルプルニアヌスを挙げている。キケロによると、彼は生まれつきある種の洞察力を持っていたが、それを訓練で磨き、淡々とした言葉で巧みな良い演説をした。カルプルニアヌスは体が弱かったので、しばらく弁護活動をやめていたが、紀元前73年のウェスタの処女の裁判で評判を持ち直し、しばらくの間はその地位を維持することができたが、徐々に信用を失っていった。

### 家族
カルプルニアヌスは、ルキウス・コルネリウス・キンナの前妻であったアンニアと結婚した。しかしキンナを倒してスッラが権力を握ると、カルプルニアヌスはスッラに気に入られるためにアンニアと離婚した。パテルクルスは、同じような状況下で、キンナの娘を妻としていたカエサルが離婚を拒否したことを、カルプルニアヌスと対比させている。紀元前44年の法務官の一人に、マルクス・ピソという人物がいるが、おそらくフルネームははマルクス・カルプルニウス・ピソ・フルギであり、カルプルニアヌスの息子の可能性がある。

## 参考資料

### 古代の資料
- ウェッレイウス・パテルクルス『ローマ世界の歴史』
- フラウィウス・ヨセフス『ユダヤ戦記』
- プルタルコス『対比列伝』
- マルクス・トゥッリウス・キケロ『ブルトゥス』
- マルクス・トゥッリウス・キケロ『アッティクス宛書簡集』
- マルクス・トゥッリウス・キケロ『ウェッレス弾劾』
- マルクス・トゥッリウス・キケロ『プランキウス弁護』
- マルクス・トゥッリウス・キケロ『フラックス弁護』
- マルクス・トゥッリウス・キケロ『ピソ弾劾』
- マルクス・トゥッリウス・キケロ『ピリッピカ』
- キケロ 著、高橋宏幸他 訳『キケロー書簡集』岩波書店、2006年。

### 研究書
- Drumann W. Geschichte Roms in seinem Übergange von der republikanischen zur monarchischen Verfassung oder Pompeius, Caesar, Cicero und ihre Zeitgenossen. Hildesheim, 1964.
- Grimal P. Cicero. - M .: Young Guard, 1991 .-- 544 p. - ISBN 5-235-01060-4 .
- Lyubimova O. The trial of the Vestals in 73 BC e.: political aspect // Bulletin of ancient history. - 2015. - No. 3 . - S. 45-69 .
- Broughton R. Magistrates of the Roman Republic. - New York, 1952. - Vol. II. - P. 558.
- Münzer F. Pupius 10 // Paulys Realencyclopädie der classischen Altertumswissenschaft . - 1959. - Bd. XXIII, 1. - Kol. 1987-1993.
- Sumner G. Orators in Cicero's Brutus: prosopography and chronology. - Toronto: University of Toronto Press, 1973 .-- 197 p. - ISBN 9780802052810 .